# Partito Comunista Rivoluzionario della Costa d'Avorio
Il Partito Comunista Rivoluzionario della Costa d'Avorio in (francese: Parti Communiste Révolutionnaire de Côte d'Ivoire, abbreviato PCRCI) è un Partito politico comunista in Costa d'Avorio.
in ambito internazionale, il partito è membro della Conferenza Internazionale dei Partiti e delle Organizzazioni Marxisti-Leninisti (Unità e Lotta), un'organizzazione internazionale di partiti comunisti che abbracciano il pensiero del defunto dittatore albanese Enver Hoxha e del suo Partito del Lavoro d'Albania. Da questo punto di vista il partito è fortemente antirevisionista.
Il suo giornale ufficiale è "Révolution Prolétarienne", e dal 1990 il suo capo redattore è Achy Ekissi.
La sua ala giovanile è la Gioventù Comunista della Costa d'Avorio.